# Stan Lynch
Stanley Joseph "Stan" Lynch (21 mei 1955) is een Amerikaanse muzikant, songwriter en muziekproducent. Hij is vooral bekend als de originele drummer van Tom Petty and the Heartbreakers. Gedurende 18 jaar, vanaf de start van de band in 1976 tot zijn vertrek in 1994.